# Pyrgi
Pyrgi est le nom grec (de Πυργοι / Purgoi qui signifie : « les tours ») d'une ville qui était l'un des principaux ports de la côte tyrrhénienne à l'époque étrusque située au nord-ouest de Caere, à proximité de Ad Turres et de Lorium.

## Histoire
La ville de Pyrgi fut l'un des principaux ports de la côte tyrrhénienne à l'époque étrusque et plus tard romaine. Cette ville se situait près de l'actuel château de Santa Severa, une frazione de Santa Marinella, à 46 km au nord-ouest de Rome.
Dans l'Antiquité, c'était un des trois ports de Caere qui était un important centre d'échanges. Pyrgi était reliée à la cité par une route d'environ 13 km, longée de tumulus de la période orientalisante.
En 384 av. J.-C., Pyrgi fut détruite et pillée par la flotte de Denys l'Ancien. Selon Diodore de Sicile, le butin se montait à mille talents.
En 245 av. J.-C., Rome s'empara de la partie côtière du territoire de Caere. Les Romains y établirent une colonie qui est mentionnée pour la première fois en 191 av. J.-C. Par la suite, Pyrgi fournit du poisson à Rome.
Comme Punicum, située à 8 km au nord-ouest, où de nombreux restes de villas ont été découverts, elle devint une station estivale très prisée. Ces deux localités ont été des stations importantes sur la route côtière de la Via Aurelia.

## Le site
On distingue la zone résidentielle et les installations portuaires, situées à l'emplacement du château de Santa Severa de la zone des temples à plusieurs centaines de mètres au sud-est.
Les sources antiques nous parlent d'un riche sanctuaire, dont Strabon attribuait la fondation aux Pélasges et qui aurait été dédié à Eileithyia ou Ino/Leucothée. On sait grâce à la découverte des lamelles de Pyrgi que le nom de la déesse étrusque du sanctuaire était Uni et son nom carthaginois Astarté.
En 1957, des fouilles archéologiques dirigées par Massimo Pallottino et Giovanni Colonna mirent au jour au sud-est de la ville une importante zone sacrée, identifiée au sanctuaire des sources antiques. Des blocs polygonaux de calcaire et de grès, vestiges de ses remparts soigneusement calculés, entourent une zone rectangulaire d'environ 200 m de largeur et d'au moins 220 m de longueur. La partie la plus proche de la mer a été emportée par l'érosion du rivage. La zone se compose de deux temples appelés A et B.
Le temple A, daté de 470-460 av. J.-C., est le plus récent. Il comportait trois cellae. Son plan est celui d'un temple étrusque. On a retrouvé de nombreux fragments en terre cuite d'un haut-relief célèbre illustrant plusieurs épisodes d'un thème de la mythologie grecque fort populaire en Étrurie, les Sept contre Thèbes. Au centre de la composition, Tydée dévore la cervelle de Mélanippos. À gauche, la déesse Athéna, horrifiée par cet acte monstrueux, renonce à lui donner un breuvage d'immortalité qu'elle lui destinait. À droite, Zeus foudroie Capanée. L'œuvre polychrome était fixée par des clous à la poutre faîtière (columen en latin) de l'arrière du bâtiment, qu'elle ornait et protégeait contre les intempéries. Il existe une reconstitution de cet édifice au Musée national étrusque de la villa Giulia.
Le temple B, construit vers 510 av. J.-C., est le plus ancien. Il s'agit d'un temple périptère doté d'une seule cella. Si son plan se rapproche de celui d'un temple grec, il en diffère à de nombreux égards, principalement l'emploi d'éléments en bois et en terre cuite plutôt qu'en pierre.
Entre les deux temples se trouve l'aire C, une zone sacrée, où ont été retrouvées en 1964 les lamelles de Pyrgi. Recouvertes d'inscriptions étrusques et phéniciennes dédiées à la déesse Astarté, elle témoignent de la présence phénicienne en territoire étrusque,.
Le long du côté sud de l'enceinte, les archéologues ont retrouvé une rangée de vingt petites cellules. Ils pensent que les prêtresses d'Astarté/Uni y pratiquaient la prostitution sacrée. Le poète romain Lucilius fait allusion à ces scorta pyrgensia (prostituées de Pyrgi).
Au sud des temples A et B, on a découvert une autre zone sacrée. Plus petite (2 000 m2) et plus modeste, elle était composée de trois bâtiments (appelés α, β et γ). D'après des inscriptions retrouvées sur le site, un culte y était rendu à Suri, assimilé à l'Appolo Soranus falisque, et à Cav(a)tha, une divinité solaire.
Des tombes romaines « a cappuccina » (fosses couvertes de tuiles en toit) avec parfois des cendres funéraires conservées dans des amphores y furent découvertes dans la partie romaine de la ville, le long du tronçon sud-est d'un mur d'enceinte de pierre rectangulaire de 220 m sur 250 m, percé de trois portes.

Pyrgi.
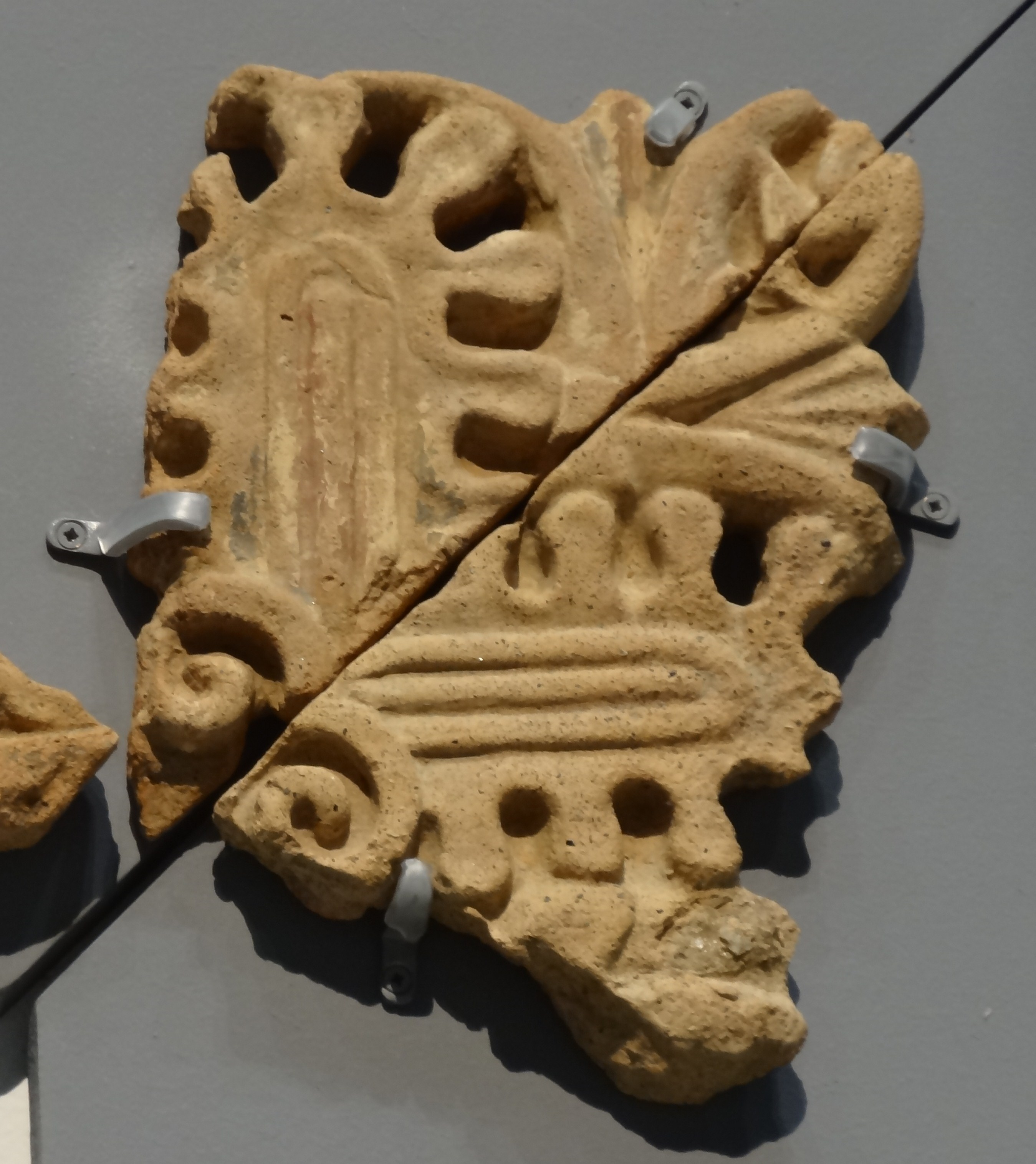
Plaques d'encadrement de la porte du temple B. Artéfact à forme stylistique de type florale (Antiquarium de Pyrgi).
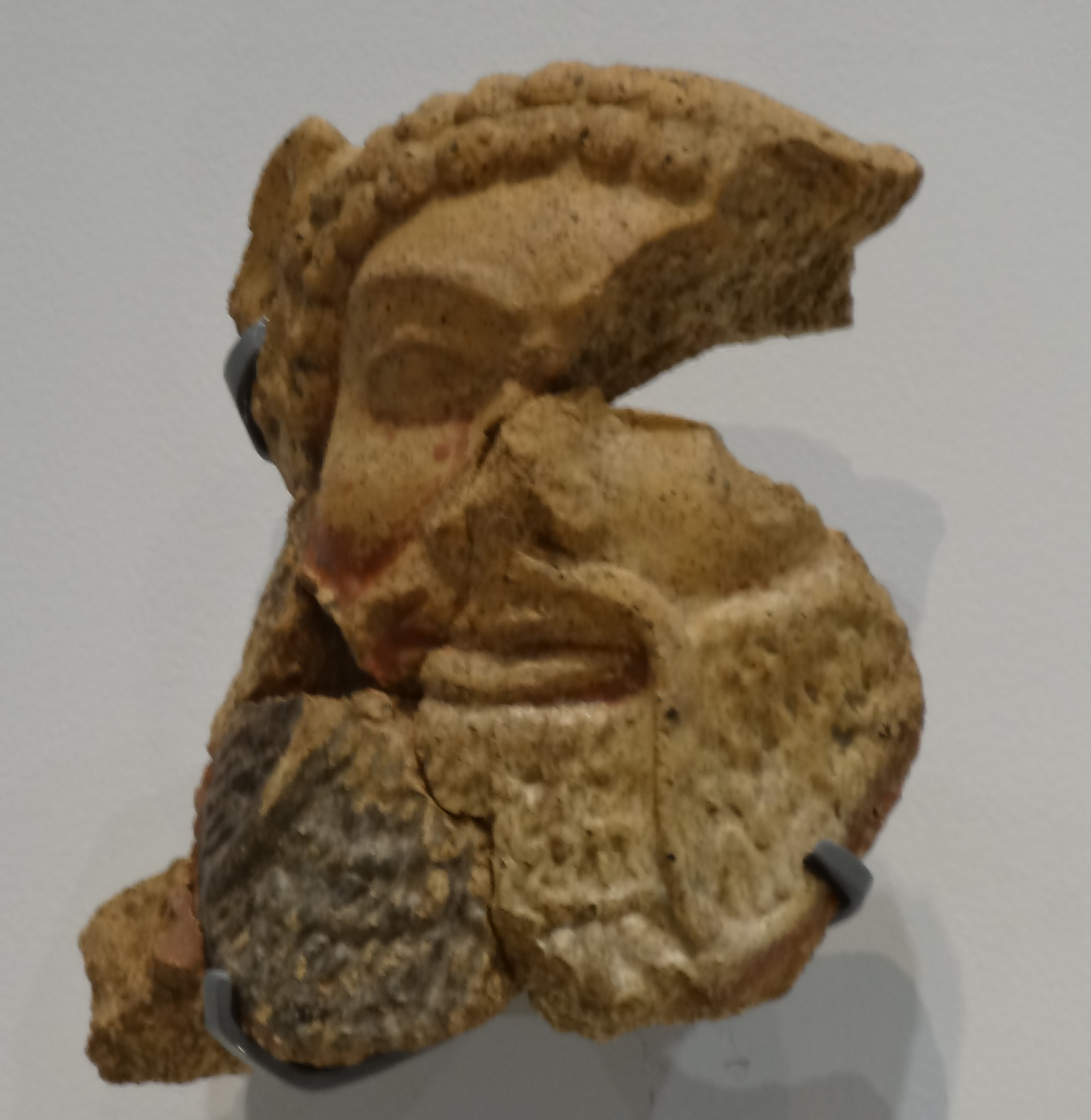
Antéfixe à tête de Silène, provenant du temple A (Antiquarium de Pyrgi).
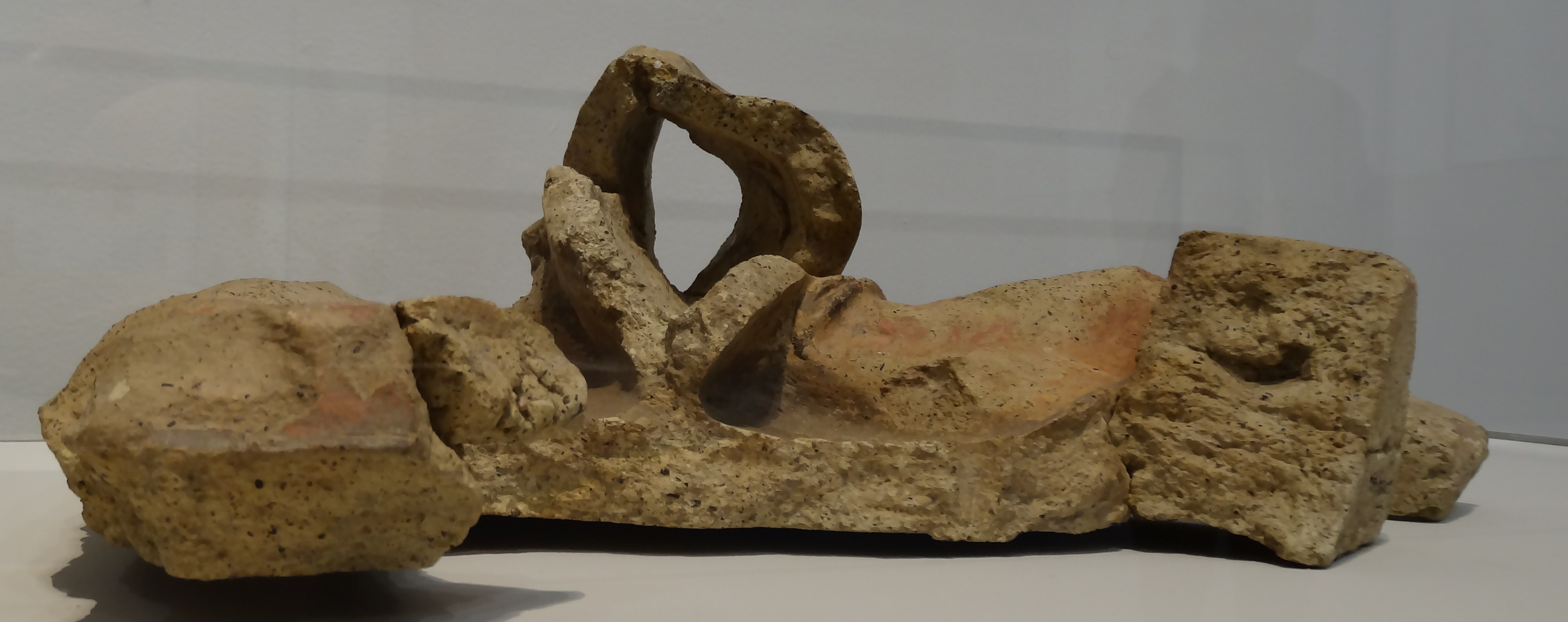
Fragments de jambes de guerrier provenant du temple A (Antiquarium de Pyrgi).
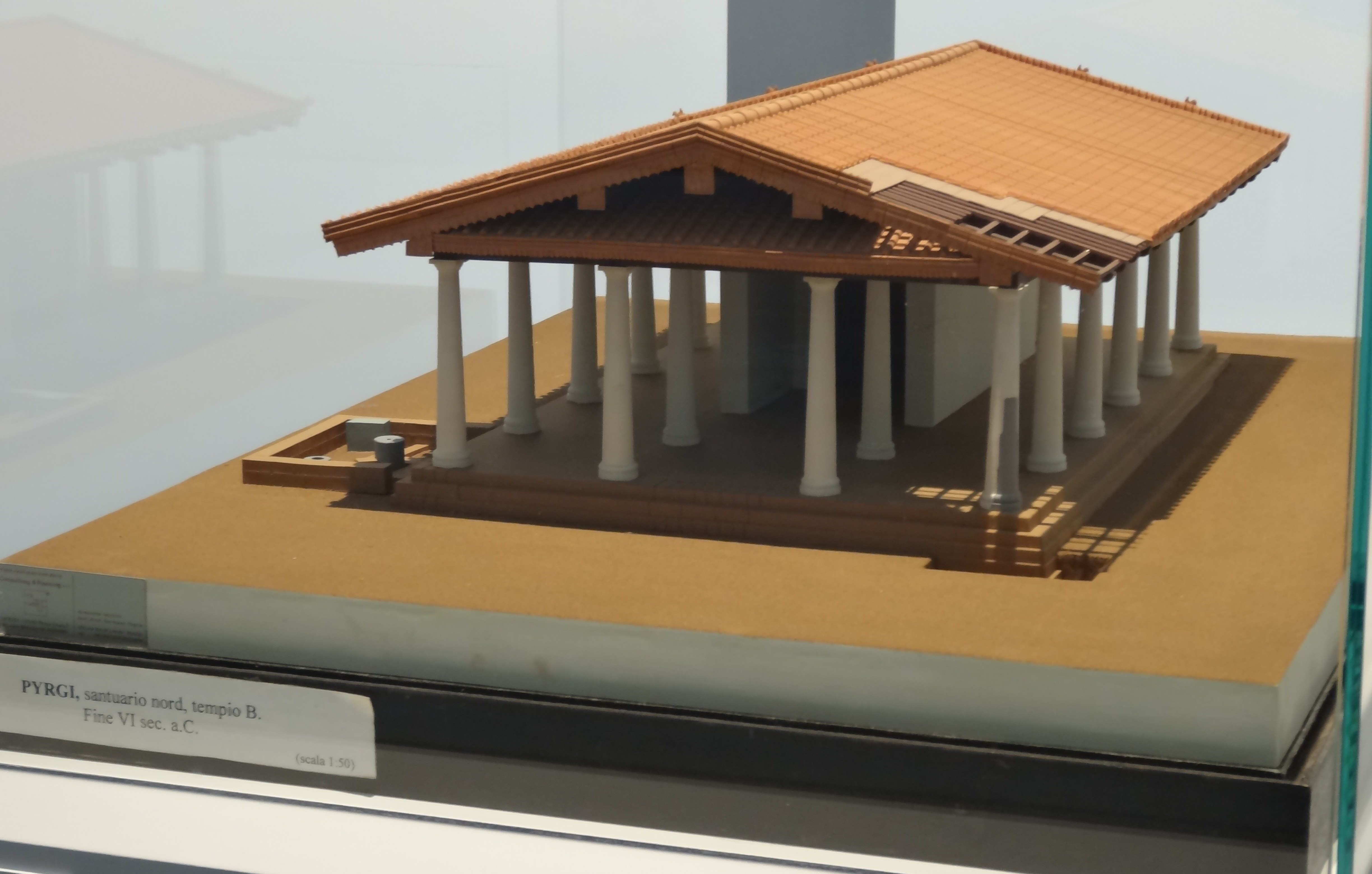
Représentation miniaturisée du temple B de Pyrgi (Rome, université la Sapienza, musée des antiquités étrusques et italiques).